# Nakhon Phanom (província)
Nakhon Phanom é uma província da Tailândia. Sua capital é a cidade de Nakhon Phanom.

## Distritos
A província está subdividida em 11 distritos (amphoes). Os distritos estão por sua vez divididos em 97 comunas (tambons) e estas em 1040 povoados (moobans).

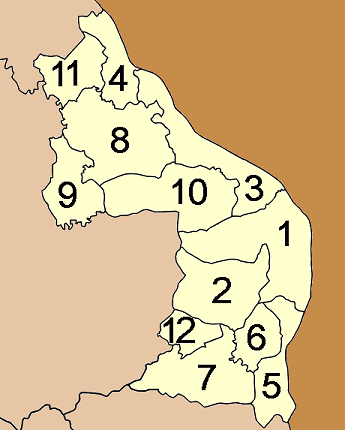
Distritos da província

| 1. Nakhon Phanom 2. Kamphaeng Saen 3. Nakhon Chai Si 4. Don Tum | 1. Bang Len 2. Sam Phran 3. Phutthamonthon |